# Nynäshamn (Gemeinde)
Koordinaten: 58° 54′ N, 17° 57′ O

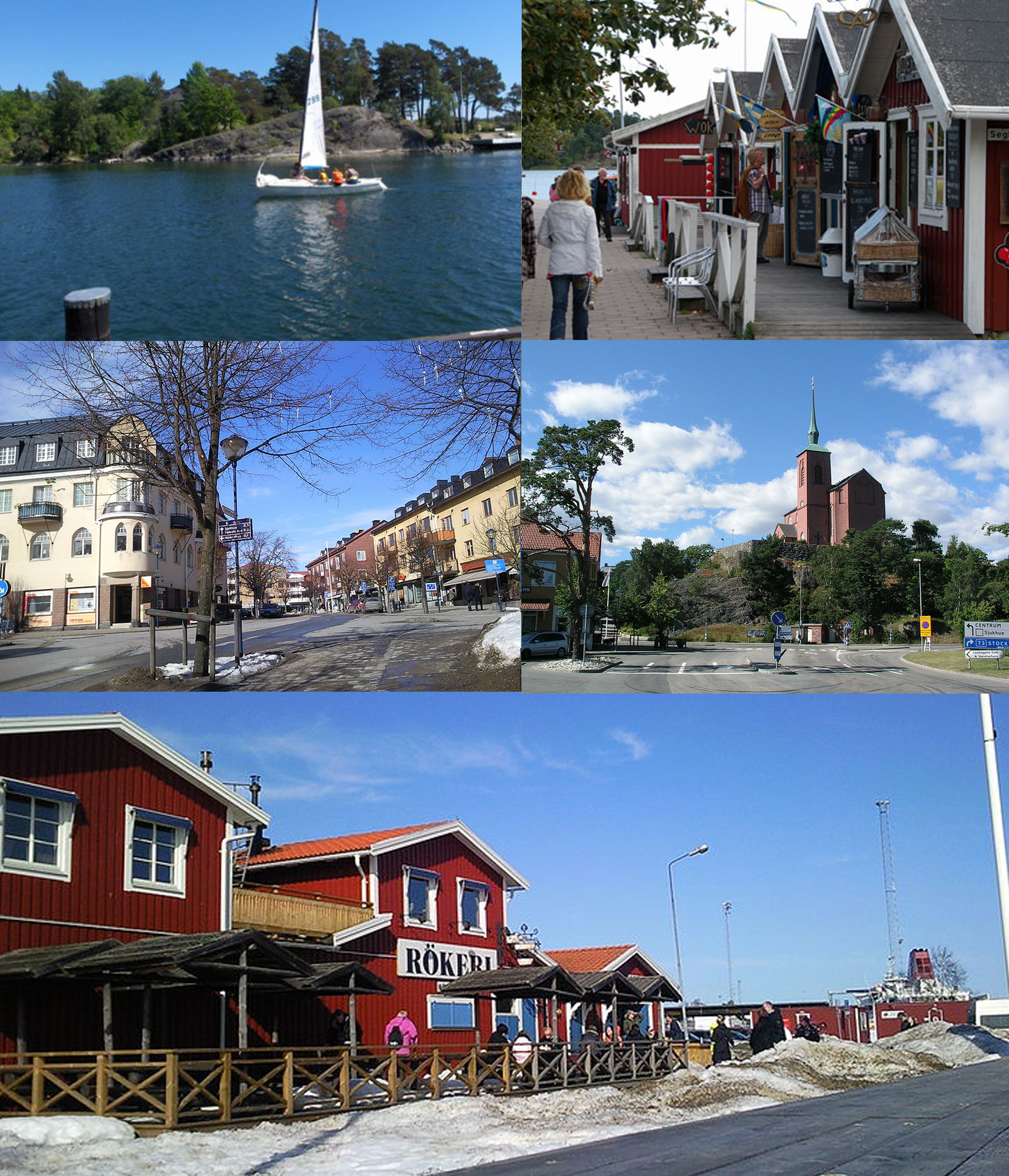
Nynäshamn

Nynäshamn ist eine Gemeinde (schwedisch kommun) in der schwedischen Provinz Stockholms län und der historischen Provinz Södermanland. Der Hauptort der Gemeinde ist Nynäshamn.

## Geographie
Das Gebiet, auf dem die Gemeinde liegt, wird auch südliches Södertörn bezeichnet, da sie am südlichen Ende der Halbinsel Södertörn liegt. Auf der Halbinsel liegen im Norden auch der südliche Teil des Ballungsraums Stockholm. Vor der Küsten gibt es tausende kleiner Inseln, die die Schären von Nynäshamn bilden.

## Geschichte
Die heutige Gemeinde wurde 1974 durch die Zusammenlegung der damaligen Gemeinden Nynäshamn, Sorunda und Ösmo gebildet.

## Wirtschaft
Von Nynäshamn aus verkehren die Fähren nach Visby auf Gotland, die vor allem für den Tourismus von Bedeutung sind, aber auch die Fähren nach Polen, die überwiegend Fracht und LKWs transportieren.

## Größere Orte
- Ösmo
- Nynäshamn
- Stora Vika

## Persönlichkeiten
- Ivar Lo-Johansson (1901–1990), Schriftsteller
- Arne Berg (1909–1997), Radrennfahrer
- Ulf Nilsson (* 1950), Eishockeyspieler
- Kent Nilsson (* 1956), Eishockeyspieler
- Meja (* 1969), Singer-Songwriterin